# تجمع الرصيد (المحفد)

تعديل مصدري - تعديل

تجمع الرصيد هو "تجمع بدوي" في  عزلة المحفد بمديرية المحفد التابعة لمحافظة أبين، بلغ تعداد سكانها 25 نسمة حسب تعداد اليمن لعام 2004.